# 니콜라이 파트루셰프

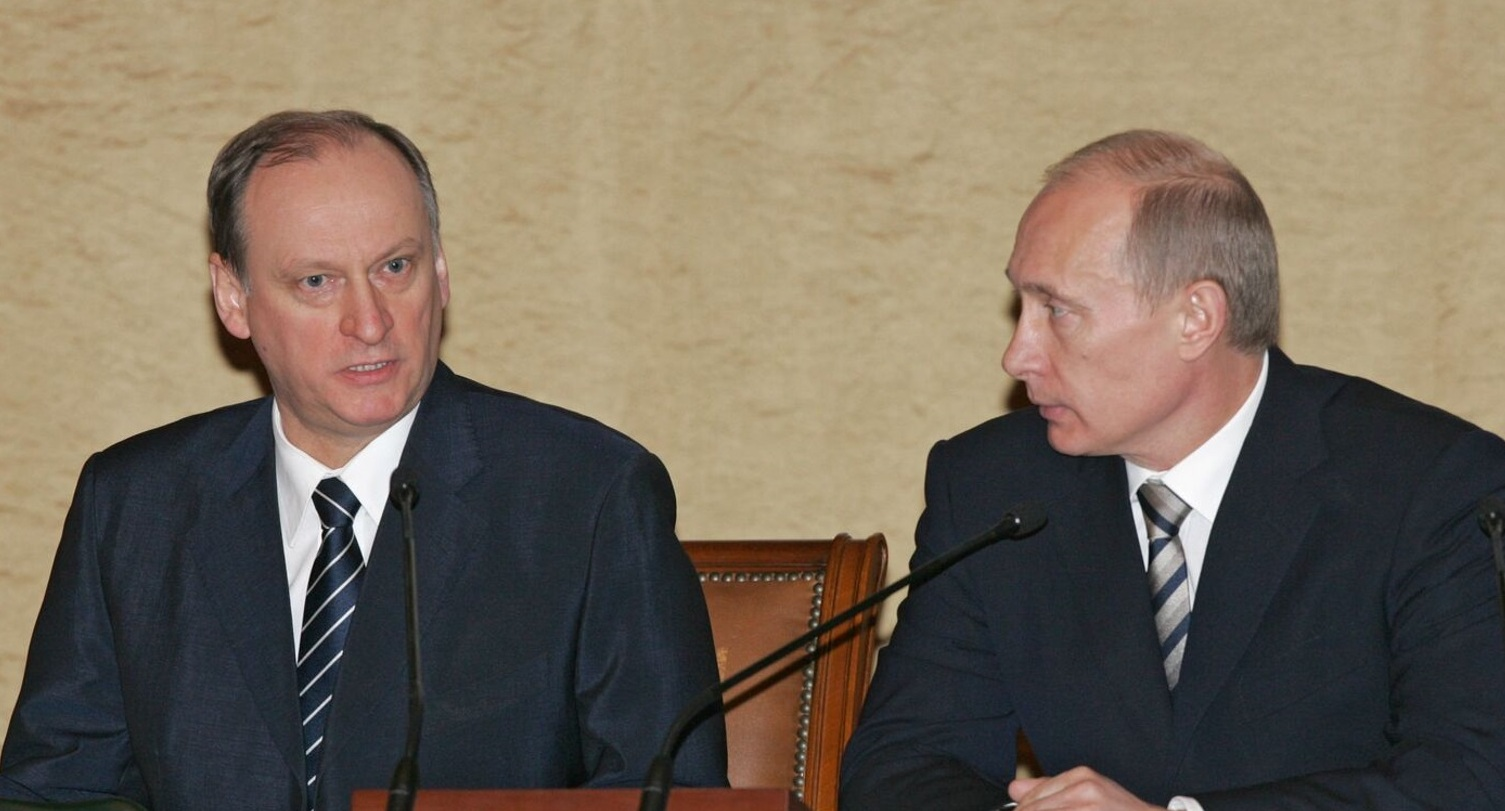
파트루셰프와 푸틴 - 2008년 1월

니콜라이 플라토노비치 파트루셰프(러시아어: Никола́й Плато́нович Па́трушев, 문화어: 니꼴라이 빠뜨루쉐브, 1951년 7월 11일 ~ )는 러시아의 정치인이자 정보 및 보안기관의 고위 인사이다. 1999년부터 2008년까지 국가보안위원회 (KGB)의 후신 러시아 연방보안국 국장을 지냈으며, 2008년부터 러시아 연방 안전보장회의 의장을 맡고 있다.